# Albert Mühlig-Hofmann
Albert Mühlig-Hofmann (* 19. Januar 1886 in der Oberförsterei Grünheide bei Posen; † 17. Mai 1980 in Heidelberg) war ein deutscher Pilot bei den kaiserlichen Luftstreitkräften im Ersten Weltkrieg und Beamter im Reichsluftfahrtministerium während der Zeit der nationalsozialistischen Diktatur von 1933 bis 1945.

## Leben
Mühlig-Hofmann trat 1904 als Fahnenjunker in das Jäger-Bataillon Nr. 14 ein. Nach seiner Beförderung zum Leutnant und Versetzung zum Fliegerbataillon 2 absolvierte er 1912 die Fliegerausbildung und war dort bis August 1914 als Flugzeugführer tätig. Zu Beginn des Ersten Weltkrieges wurde er zur Feldfliegerabteilung 17 abkommandiert, von Mai 1915 bis Juli 1916 war er Führer der Feldfliegerabteilung 38, danach bekleidete er Verwaltungsposten bei den Luftstreitkräften. Zwischen Juni und November 1918 übernahm er die Fliegerabteilung 219 (Artillerie). Nach dem Waffenstillstand war er noch einige Monate Leiter der Fliegerabteilung 414. Er schloss sich Ende 1919 einem Freikorps des Grenzschutz Ost an, bis er im Januar 1920 im Range eines Majors aus dem Militärdienst entlassen wurde. 
In den folgenden Jahren diente er als Schutzpolizist und im Rang eines Polizeimajors bei der Flugüberwachung in Stettin. Von Ende 1922 bis 1924 arbeitete Mühlig-Hofmann zeitweise für die Rumpler Luftverkehrs AG und auch für den Junkers Luftverkehr.
Nach der Gründung der Luftfahrt-Abteilung im Reichsverkehrsministerium wirkte er dort ab 1924 als Oberregierungsrat und ab 1927 als Ministerialrat. Er gehörte zu den vehementen Verfechtern der Position, dass die Luftfahrt in erster Linie einen Bestandteil der Streitkräfte bilden muss. So nutzte er sein ziviles Amt dazu, dass es der Reichswehr trotz der Versailler Beschränkungen möglich wurde, im Geheimen eine eigene Luftwaffe herauszubilden. Er war auch an den Vorbereitungen zur Gründung der Deutschen Luft Hansa AG beteiligt. Am 2. Februar 1933 wurde seine Luftfahrt-Abteilung ins neugegründete Reichsluftfahrtministerium (RLM) überführt. Mühlig-Hofmann wurde dort Abteilungsleiter im Range eines Ministerialdirigenten. Zum 1. Mai 1933 trat er der NSDAP bei (Mitgliedsnummer 2.637.736). Ab 1935 vertrat er das RLM im Aufsichtsrat der Deutschen Zeppelin-Reederei. Im Juli 1940 wurde er Amtsgruppenleiter im RLM und im Oktober des gleichen Jahres erhielt er den militärischen Rang eines Generalleutnants. Nach Kriegsende befand er sich zwei Jahre in Kriegsgefangenschaft, aus der er 1947 entlassen wurde.
In den 1950er Jahren war er an der Neugründung der Traditionsgemeinschaft „Alte Adler“ beteiligt, einer Gruppe von Flugpionieren, die vor August 1914 ihre Fluglizenz erworben hatten und war von 1960 bis 1965 Vorsitzender des Vereins.

## Deutsche Antarktische Expedition 1938/39
Mühlig-Hofmann setzte sich bei der Deutschen Lufthansa dafür ein, der Deutschen Antarktischen Expedition 1938/39 das Katapultschiff Schwabenland und zwei Flugboote vom Typ Dornier Wal J II zur Verfügung zu stellen. Ihm zu Ehren wurde ein bei der Expedition entdecktes Gebirge in Neuschwabenland Mühlig-Hofmann-Gebirge benannt.